# توماس جونز (لاعب كرة قدم بريطاني)
توماس جونز (بالإنجليزية: Thomas Jones)‏ (1879 في المملكة المتحدة - ) هو لاعب كرة قدم بريطاني (وحمل سابقاً جنسية المملكة المتحدة لبريطانيا العظمى وأيرلندا) في مركز الهجوم. لعب مع برمنغهام سيتي وشروزبري تاون ووولفرهامبتون واندررز وShifnal Town F.C. ‏.